# Azemmour
Azemmour (in arabo أزمور‎?, Azmūr; Azamor in portoghese) è una città del Marocco il cui nome originale berbero significa "Le Olive".

## Geografia
Azemmour sorge sulla riva sinistra del fiume Oum Er-Rbia (Umm al-rabīʿa), a circa 75 chilometri a sud-ovest di Casablanca.

## Storia

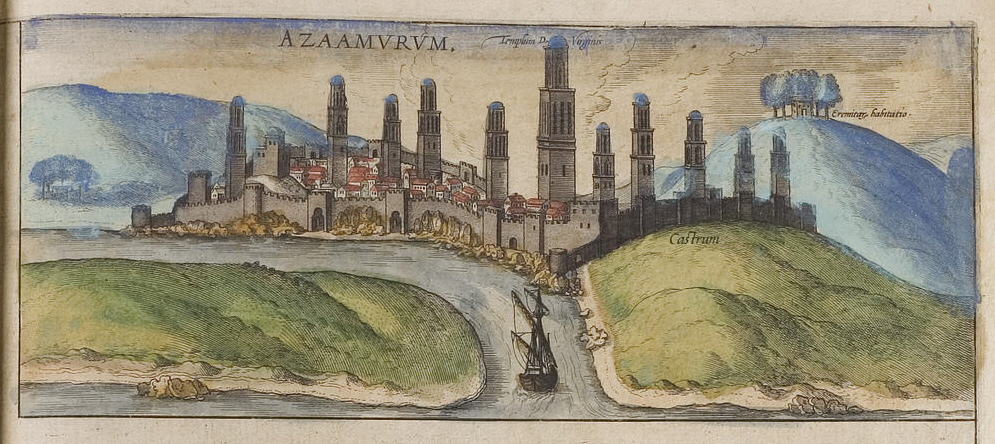
Vista di Azzemour nel 1572, occupata dai portoghesi dal 1515 al 1541.

Sebbene fosse una dipendenza del re di Fez, Azemmour ha avuto grande autonomia. Nel 1486 Azemmour entrò nella sfera di influenza portoghese e gli abitanti divennero vassalli e tributari del re Giovanni II del Portogallo. Manuele I del Portogallo confermò il trattato nel 1497, per il quale la città doveva versare 10.000  savéis ogni anno. Successivamente, quando iniziarono le primi agitazioni contro questo trattato, Manuele I inviò una piccola flotta per sedare le rivolte.
Nel 1513 il governatore di Azemmour, Moulay Zayam, rifiutò di pagare il tributo, e organizzò un esercito potente e ben armato. Manuele I del Portogallo rispose alla sfida inviando una flotta di 500 imbarcazioni e 15000 soldati. Giacomo di Braganza guidò l'esercito e il 1º settembre dello stesso anno conquistò la città senza incontrare alcuna resistenza da parte dei suoi abitanti e senza spargimenti di sangue. Tra i soldati fu anche Ferdinando Magellano, famoso per avere condotto la prima flotta nella circumnavigazione della Terra.
Il controllo portoghese sulla città durò per un breve periodo, tanto che nel 1541 Giovanni III del Portogallo decise di abbandonarla a causa delle difficoltà economiche che stava incontrando.

## Comunità ebraica

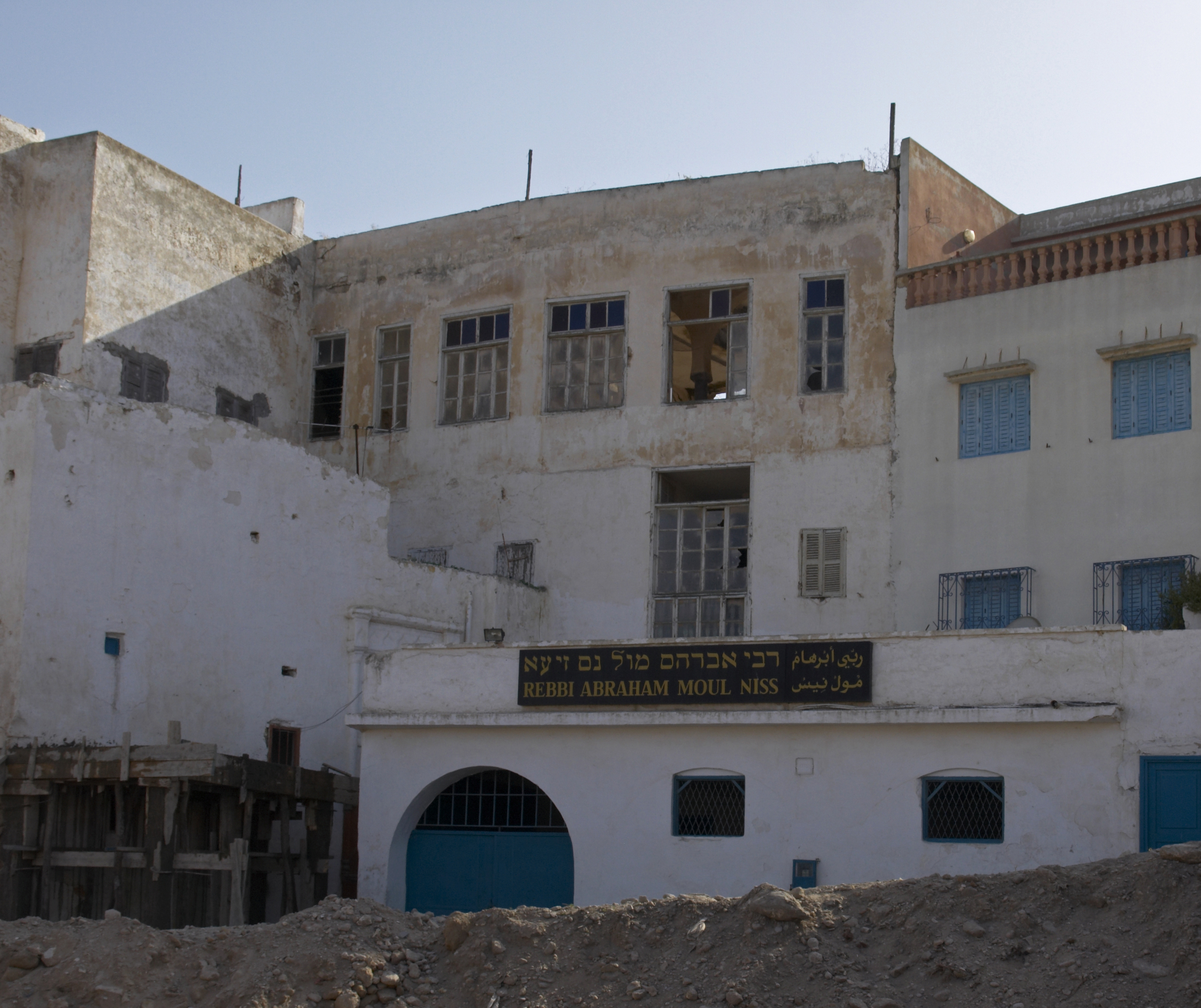
La sinagoga di Azemmour

La storia degli ebrei ad Azemmour è antica di molti secoli.
Nel 1496 la città accolse diversi rifugiati sefarditi dal Portogallo. La comunità ebraica fondò il proprio mellah nella parte settentrionale della città. Nel XV secolo la città contava circa 20000 abitanti, di cui 2500 erano ebrei, occupati principalmente nella pesca, nell'artigianato e nel commercio.
Nel 1512 Joseph Adibe fu nominato rabbino di Azemmour e fu investito di ampi poteri. La comunità fiorì e membri di spicco includevano membri delle famiglie Adibe, Roti, Valensi, Buros, Rodrigues e Cordilha.
Una concessione di privilegi fu conferita agli ebrei il 14 giugno 1514 e fu fissato un pagamento fiscale annuale. 
Numerosi marrani furono accolti ad Azemmour, dove poterono ritornare a praticare la religione ebraica. La comunità sostenne finanziariamente e diplomaticamente David Reubeni quando arrivò in Portogallo nel 1525. 
Il controllo portoghese sulla città si protrasse fino al 1541, quando fu abbandonata da Giovanni III del Portogallo a causa delle difficoltà economiche della corte portoghese.
Il sovrano ordinò l'evacuazione di tutti i non combattenti ebrei ad Arzila, compensandoli per le perdite subite.
La comunità fu ristabilita nel 1780. Le famiglie ebraiche di Azemmour vivevano mescolate alla comunità musulmana, il che portò allo sviluppo di un dialetto arabo non molto dissimile da quello dei concittadini musulmani, a differenza dei correligionari nelle altre città, i cui dialetti urbani presentavano forti caratteristiche pre-hilaliche.
La maggior parte dei membri più ricchi emigrarono a Mazagan nel 1820, dopo che il sultano permise agli ebrei di commerciare nella città. Solo gli artigiani rimasero ad Azemmour. La comunità contava 459 membri nel 1936, scesi a 300 nel 1951. La storia della comunità si è protratta fino agli anni '50 e '60 del XX secolo, quando la maggior parte delle comunità ebraiche abbandonò il Marocco, incoraggiate dall'Agenzia ebraica e dal Mossad.
Nel 1968 non rimanevano più ebrei in città.
Ogni anno, nel mese di maggio, migliaia di fedeli giungono in città in pellegrinaggio per visitare il mausoleo di Braham Moul Nesse.

## Cultura

### Attività
Le spiagge di Azemmour sono note tra i praticanti di surf e kitesurf.

### Eventi
Nella città, annualmente nel mese di luglio, si tiene il Festival di Azemmour. Ogni anno, nel mese di maggio, centinaia di famiglie ebraiche giungono in città per visitare il mausoleo di Braham Moul Nesse.

## Infrastrutture e trasporti

### Strade
La principale via d'accesso alla città è l'autostrada A1 che unisce la capitale Rabat a Safi.
Azemmour è attraversata dalla strada nazionale 1, la più lunga strada statale marocchina.

### Ferrovie
La città è servita da una propria stazione ferroviaria posta lungo la linea per Casablanca.